# Милан Костић
Милан Костић (Сивац код Куле, 1839 — Бечеј, 22. јул 1880) био је српски професор, теолог, преводилац и ректор Цетињске богословије.

## Образовање
Потиче из свештеничке породице. Основну школу завршио је у Петроварадину, гимназију у Врбасу, Сремским Карловцима и Будиму (1851-1859) а богословију у Сремским Карловцима (1859—1863). Право је студирао у Пешти (1865-1867), где је био члан српске ђачке дружине „Преодница”. Потом у Кијеву похађа Духовну академију (1867—1869), где је стекао звање магистра богословских наука.

## Цетињска богословија и изградња црногорског школства
На позив кнеза Николе Петровића, а по препоруци проте Рајевског, одлази у Црну Гору, и на Цетињу оснива и уређује богословију (1869). Био је професор, ректор и надзорник црногорских школа. Са Рајевским је саставио Устав Цетињске богословије, наставни план и програм, као и неколико уџбеника и приручника. Иницирао је оснивање књижевног друштва „Црногорски борац” у Цетињској богословији. Са Цетиња одлази по завршетку школске 1871/72. из материјалних и здравствених разлога, али и због сплетки на црногорском двору.
За допринос просвети Црне Горе одликован је орденом Данила I III степена (1871).

## Повратак у Војводину
По повратку у родни крај радио је као професор државне гимназије у Сомбору (1872-1874). За свештеника је рукоположен 1874. у Сентандреји, да би у августу исте године био изабран за протојереја у Бечеју.

## Друштвени и политички ангажман
Био је председник Српске читаонице, члан Конзисторије Бачке епархије и школског Бачког одбора, члан Патроната Српске православне велике гимназије у Новом Саду, члан Уједињене омладине српске и члан Одбора њене шесте Скупштине у Вршцу. Умро је од туберкулозе.

## Књижевни, теолошки и преводилачки рад
Писао је чланке из теологије, публицистике и књижевности. Говорио је немачки, руски, француски, мађарски, а служио се латинским, грчким и црквенословенским. Сарађивао је у Даници, Јавору, Српској зори, Стармалом, Родољубу, Педагогијуму и Школском листу.
Преводио је позоришне комаде А. Бана, В. Шекспира и М. В. Карњева. Најзначајнији превод је Укроћена горопад од Шекспира, која је преведена с немачког и премијерно приказана у Српском народном позоришту 1874. За дело Школе у Црној Гори добио је новчану награду Српског ученог друштва у износу од 30 дуката.